# Williams (Minnesota)
Williams es una ciudad ubicada en el condado de Lake of the Woods en el estado estadounidense de Minnesota. En el Censo de 2010 tenía una población de 191 habitantes y una densidad poblacional de 75,71 personas por km².

## Geografía
Williams se encuentra ubicada en las coordenadas 48°46′5″N 94°57′12″O / 48.76806, -94.95333. Según la Oficina del Censo de los Estados Unidos, Williams tiene una superficie total de 2.52 km², de la cual 2.52 km² corresponden a tierra firme y (0%) 0 km² es agua.

## Demografía
Según el censo de 2010, había 191 personas residiendo en Williams. La densidad de población era de 75,71 hab./km². De los 191 habitantes, Williams estaba compuesto por el 95.29% blancos, el 1.05% eran afroamericanos, el 0.52% eran amerindios, el 2.62% eran asiáticos, el 0% eran isleños del Pacífico, el 0.52% eran de otras razas y el 0% pertenecían a dos o más razas. Del total de la población el 0.52% eran hispanos o latinos de cualquier raza.